# Jermaine Beckford
Jermaine Paul Alexander Beckford (født 9. december 1983 i London, England) er en engelsk/jamaicansk fodboldspiller, der spiller som angriber hos den engelske klub Bury. Han har tidligere i karrieren spillet for blandt andet Leeds United, Everton, Leicester, Bolton og Preston.

## Landshold
Engelskfødte Beckford spiller for Jamaicas landshold, som han (pr. april 2018) har repræsenteret seks gange.